# Hatley (Wisconsin)
Hatley – wieś w Stanach Zjednoczonych, w stanie Wisconsin, w hrabstwie Marathon.